# Крук (село)
Крук — село в Україні, у Житомирському районі Житомирської області. Входить до складу Хорошівської селищної громади. Населення становить 120 осіб.

## Географія
Загальна площа села — 1,6 км².
Село Крук розташоване в межах природно-географічного краю Полісся і за 18 км від центру громади — міста Хорошів. Найближча залізнична станція — Нова Борова, за 38 км. Поблизу села протікає річка Іршиця.

## Населення
За даними перепису 2001 року населення села становило 120 осіб, з них 98,33 % зазначили рідною українську мову, 0,83 % — російську, а 0,84 — іншу.

## Історія
Населений пункт було засновано в 1900 році.
На мапі 1911—1912 років поселення позначене як колонія Крук із 87 дворами.
У 1928—54 роках — адміністративний центр Круцької сільської ради Володарсько-Волинського району Житомирської області.
У 1932–1933 роках село постраждало від Голодомору. За свідченнями очевидців кількість померлих склала щонайменше 3 особи, імена яких встановлено.

## Пам'ятки
1964 року в селі з'явилася братська могила радянських воїнів, які загинули упродовж німецько-радянської війни.